# جيمس هاملتون
جيمس هاملتون (بالإنجليزية: James Hamilton, Jr.)‏ (و. 1786 – 1857 م) هو سياسي، ومحام من الولايات المتحدة الأمريكية ولد في تشارلستون، كارولاينا الجنوبية.
وهو عضو في الحزب الديمقراطي الأمريكي .